# Sabine Stöhr (Übersetzerin)

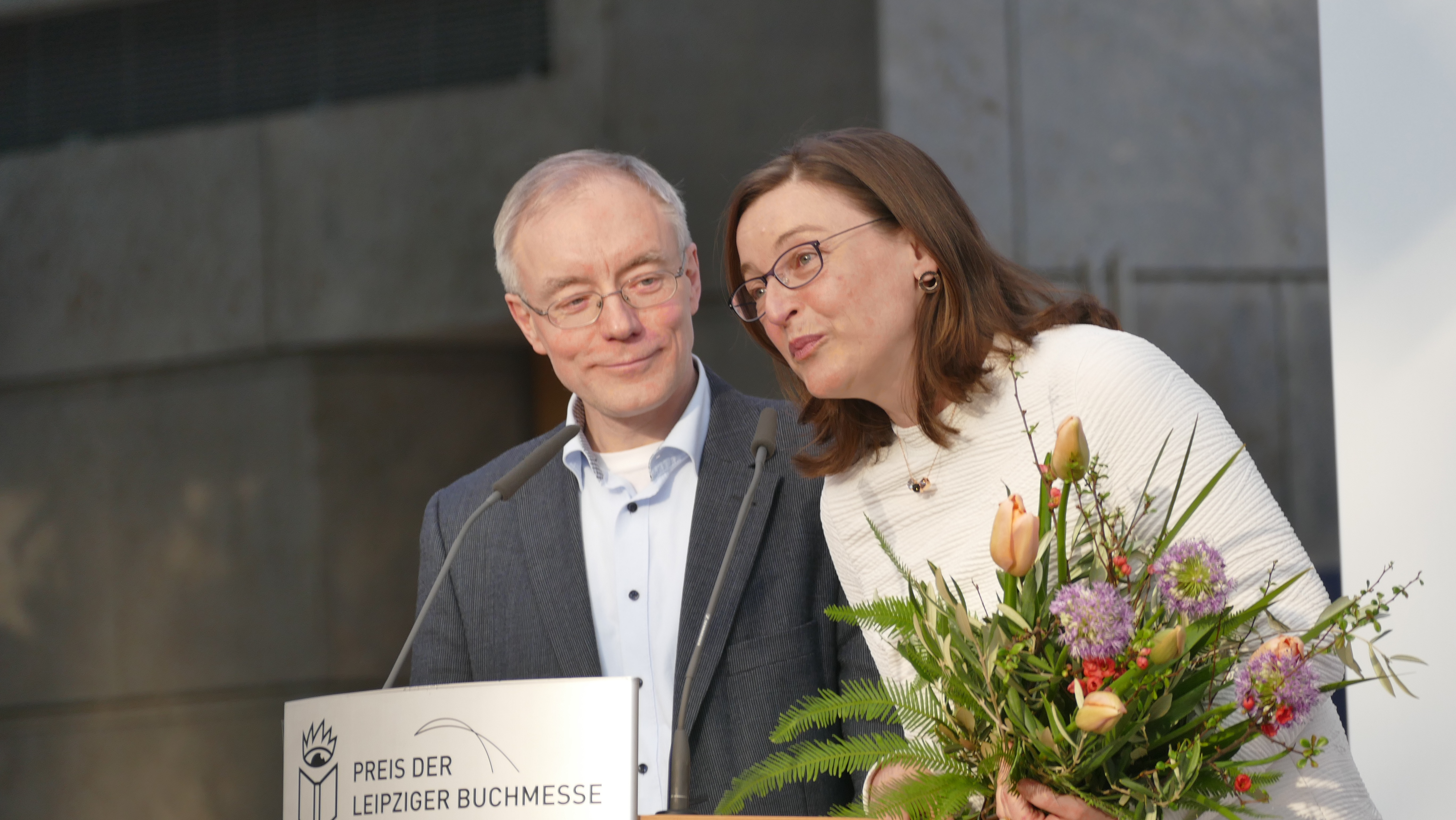
Sabine Stöhr gemeinsam mit ihrem Übersetzerkollegen Jurij Durkot bei der Vergabe des Preises der Leipziger Buchmesse 2018

Sabine Stöhr (* 17. März 1968 in Würzburg) ist eine deutsche literarische Übersetzerin.

## Leben
Sabine Stöhr studierte Osteuropäische Geschichte und Publizistik sowie Slawistik in Mainz und Simferopol. 1995 veröffentlichte sie einen Reiseführer über die Krim. Ab Anfang der 2000er-Jahre war Stöhr für drei Jahre an der Deutschen Botschaft in Kiew tätig. Seit 2003 arbeitet sie als Übersetzerin aus dem Ukrainischen. Darüber, wie Stöhr zu dieser Tätigkeit kam, soll es unterschiedliche Berichte geben. Laut dem Autor und Kritiker Helmut Böttiger soll sie einer Lesung des ukrainischen Schriftstellers Jurij Andruchowytsch beigewohnt haben. Stöhr habe daraufhin beschlossen, den Autor ins Deutsche zu übersetzen, als es nur sehr wenige Übersetzer aus dem Ukrainischen in Deutschland gab und eine aus der DDR stammende Ukraine-Spezialistin Andruchowytschs Texte als „zu obszön“ empfunden hatte.
2005 übersetzte Stöhr mit Zwölf Ringe erstmals einen Roman von Andruchowytsch ins Deutsche für den Suhrkamp Verlag, dem weitere Übersetzungen des Autors folgen sollten. Im selben Jahr arbeitete sie mit dem aus der Ukraine stammenden freien Übersetzer und Journalisten Jurij Durkot zusammen und es entstand für Suhrkamp die deutsche Übersetzung von Ljubko Dereschs Roman Kult. Seit 2007 übersetzt Stöhr gemeinsam mit Durkot die Romane des ukrainischen Autors Serhij Schadan für den Suhrkamp Verlag. Für Die Erfindung des Jazz im Donbass (2012) erhielt sie 2014 gemeinsam mit Romanautor Schadan und ihrem Übersetzerkollegen Durkot den Brücke Berlin Literatur- und Übersetzerpreis. Im selben Jahr wurde Stöhr für ihre Übertragungen aus dem Ukrainischen der Johann-Heinrich-Voß-Preis zuerkannt.
Der bisher größte Erfolg für Stöhr und Durkot stellte sich mit der Übersetzung von Serhij Schadans Roman Internat (2018) ein. Die Geschichte um einen jungen Lehrer aus dem Donezbecken, der versucht während der kriegerischen Auseinandersetzungen 2015 seinen 13-jährigen Neffen aus dem titelgebenden Internat am anderen Ende der Stadt nach Hause zurückzuholen, brachte den beiden 2018 den Preis der Leipziger Buchmesse in der Kategorie „Übersetzung“ ein. Die Preisjury lobte die deutsche Übertragung als lebendig, „prägnant und packend“, stellte die dichten, kraftvollen Beschreibungen hervor und lobte Stöhrs und Durkots „Schattierungen der Düsternis“ als „von großer Schönheit“ durchzogen.
Im Juni 2020 erschien bei Suhrkamp Jurij Andruchowytschs Roman Die Lieblinge der Justiz, „wie immer funkelnd übersetzt von Sabine Stöhr“.
Sabine Stöhr lebt in Wien, nachdem sie mehrere Jahre auch in Moskau und Kiew gelebt hat.

## Veröffentlichungen

### Eigene Werke
- 1995: Krim. DuMont, Köln ISBN 978-3-7701-3245-4 (DuMont-Reise-Taschenbücher, 2101)

### Übersetzungen aus dem Ukrainischen
- 2005: Zwölf Ringe. Roman von Jurij Andruchowytsch. Suhrkamp, Frankfurt am Main ISBN 978-3-518-41681-5
- 2005: Kult. Roman von Ljubko Deresch. Suhrkamp, Frankfurt ISBN 978-3-518-12449-9 (gemeinsam mit Jurij Durkot)
- 2006: Moscoviada. Roman von Jurij Andruchowytsch. Suhrkamp, Frankfurt ISBN 978-3-518-41826-0
- 2007: Engel und Dämonen der Peripherie. Essays von Jurij Andruchowytsch. Suhrkamp, Frankfurt ISBN 978-3-518-12513-7
- 2007: Depeche Mode. Roman von Serhij Zhadan. Suhrkamp, Frankfurt ISBN 978-3-518-12494-9 (gemeinsam mit Jurij Durkot)
- 2008: Geheimnis : sieben Tage mit Egon Alt. Gespräch von Jurij Andruchowytsch. Suhrkamp, Frankfurt ISBN 978-3-518-42011-9
- 2009: Hymne der demokratischen Jugend. Roman von Serhij Zhadan. Suhrkamp, Frankfurt ISBN 978-3-518-42118-5 (gemeinsam mit Jurij Durkot)
- 2011: Perversion. Roman von Jurij Andruchowytsch. Suhrkamp, Frankfurt ISBN 978-3-518-42249-6
- 2011: Albert oder die höchste Form der Hinrichtung. Erzählung von Jurij Andruchowytsch. Ed. Thanhäuser,  Ottensheim ISBN 978-3-900986-77-3
- 2012: Die Erfindung des Jazz im Donbass. Roman von Serhij Zhadan. Suhrkamp, Frankfurt ISBN 978-3-518-42335-6 (gemeinsam mit Jurij Durkot)
- 2015: Ukraine Series. Ausstellungskatalog von Johanna Diehl; mit Texten von Jurij Andruchowytsch und einer Einführung von Bernhard Maaz. Sieveking Verlag, München ISBN 978-3-944874-14-2
- 2016: Laufen ohne anzuhalten. Erzählung von Serhij Zhadan. Haymon Verlag, Innsbruck ISBN 978-3-7099-3741-9
- 2016: Kleines Lexikon intimer Städte. Von Jurij Andruchowytsch. Insel, Berlin ISBN 978-3-458-17679-4
- 2017: Mesopotamien. Roman von Serhij Zhadan. Suhrkamp, Berlin ISBN 978-3-518-46778-7 (gemeinsam mit Claudia Dathe und Jurij Durkot)
- 2017: Czernowitz und Lemberg. Bildband von Isolde Ohlbaum und Jurij Andruchowytsch. Das Wunderhorn, Heidelberg ISBN 978-3-88423-562-1
- 2018: Internat. Roman von Serhij Zhadan. Suhrkamp, Berlin ISBN 978-3-518-42805-4 (gemeinsam mit Jurij Durkot)
- 2019: Karpatenkarneval. Roman von Jurij Andruchowytsch. Suhrkamp, Frankfurt ISBN 978-3-518-46941-5
- 2020: Die Lieblinge der Justiz. Roman von Jurij Andruchowytsch. Suhrkamp, Berlin, ISBN 978-3-518-42906-8
- 2022: Radio Nacht. Roman von Jurij Andruchowytschs. Suhrkamp, Berlin, ISBN 978-3-518-43072-9
- 2022: Der Himmel über Charkiw. Von Serhij Zhadan. Suhrkamp, Berlin, ISBN 978-3-518-43125-2 (gemeinsam mit Claudia Dathe und Jurij Durkot)

## Auszeichnungen
- 2014: Brücke Berlin Literatur- und Übersetzerpreis für Die Erfindung des Jazz im Donbass (gemeinsam mit Serhij Schadan und Jurij Durkot)
- 2014: Johann-Heinrich-Voß-Preis für Übersetzung für ihre Übertragungen aus dem Ukrainischen
- 2017: Preis der Leipziger Buchmesse in der Kategorie „Übersetzung“ für Internat (gemeinsam mit Jurij Durkot)